# Olive Oatman

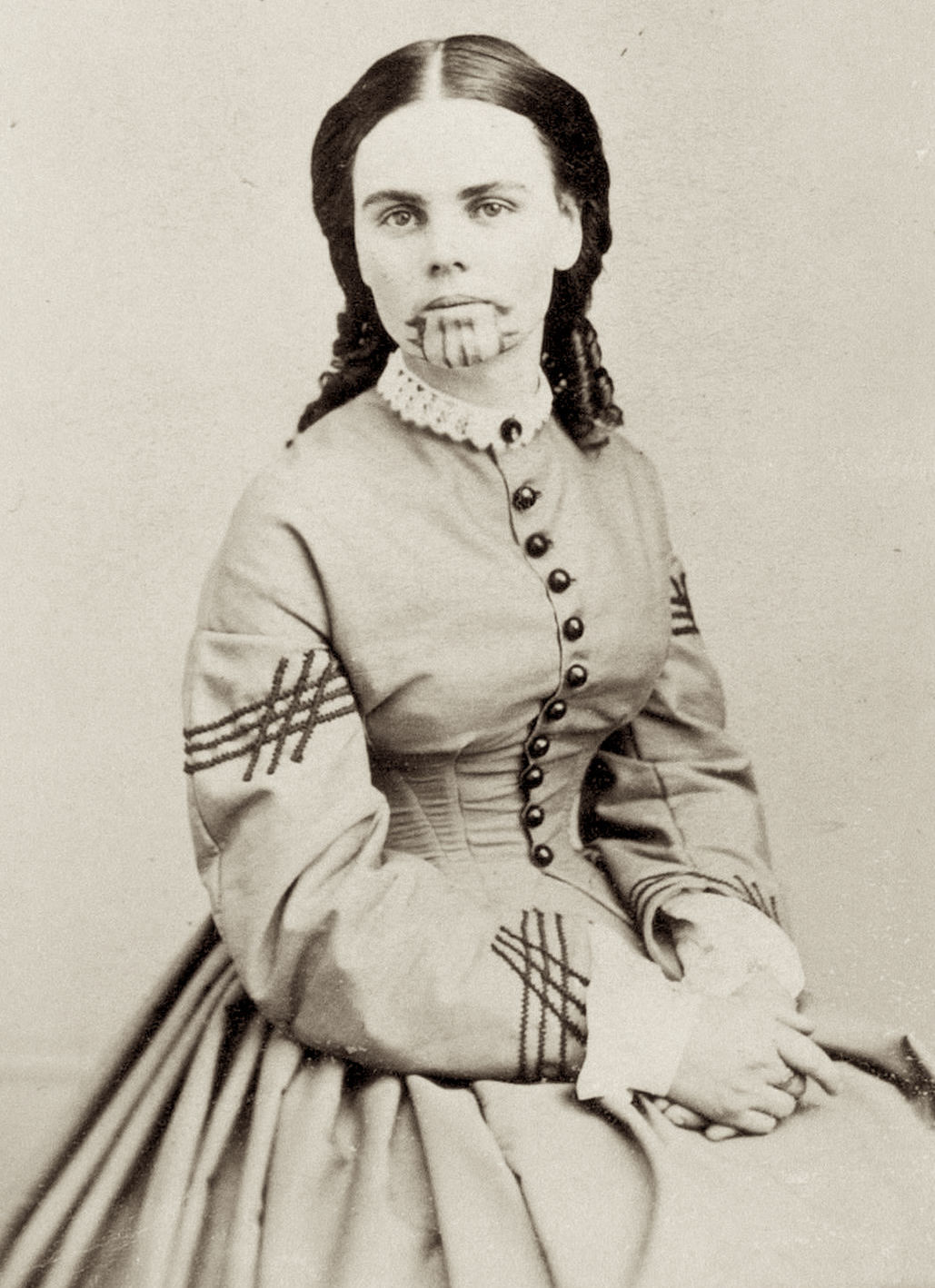
Olive Oatman, fotografiada en 1863.

Olive Ann Oatman (7 de septiembre de 1837 - 21 de marzo de 1903) fue una estadounidense, célebre en su época por su cautiverio, y posterior liberación, entre los Pueblos nativos de los Estados Unidos, en el Desierto de Mojave cuando era adolescente. Tiempo después dio conferencias sobre sus experiencias durante su cautiverio.
En 1850, mientras viajaba de Illinois a California con una compañía de la Iglesia de Cristo fundada por James C. Brewster, su familia fue atacada por un pequeño grupo de una tribu nativa. Aunque ella los identificó como apaches, lo más probable es que fueran tolkepayas (yavapais occidentales). Apalearon a la mayoría de miembros del grupo hasta la muerte, dieron por muerto a su hermano Lorenzo y se llevaron a Olive y a su hermana menor Mary Ann, manteniéndolas cautivas como esclavas durante un año, para luego venderlas a los mojaves, entre los cuales, sin embargo, fueron muy bien tratadas e integradas. Mientras Lorenzo, que no había muerto, se afanaba en obtener ayuda gubernamental para rescatar a sus hermanas, Mary Ann murió de hambre, fruto de una sequía que asoló la región, en tanto que Olive pasó los cuatro años siguientes entre los mojaves.
Cinco años después del ataque, Olive fue devuelta a la sociedad blanca estadounidense. La historia de la masacre de Oatman comenzó a contarse con licencias dramáticas en la prensa, así como en sus propias memorias y discursos. Inspiró novelas, obras de teatro, poesías y películas, que resonaron en los medios de comunicación de la época y mucho tiempo después. Se había convertido en una rareza en los Estados Unidos de la década de 1860, en parte debido al prominente tatuaje azul de su rostro que le habían hecho los mojaves, lo que la convirtió en la primera mujer blanca conocida con un tatuaje nativo registrado. Gran parte de lo que realmente vivió durante su cautiverio con los nativos americanos sigue siendo desconocido.: 146–51 

## Primeros años
Oatman nació en La Harpe, en el condado de Hancock, en Illinois. Era hija de Roys Oatman (a veces, escrito también como Royce Oatman) y de Mary Ann Oatman, cuyo apellido de soltera era Sperry y tenía seis hermanos. En 1839, sus padres abandonaron la Iglesia Metodista y se unieron a los mormones de Joseph Smith. Cuando Smith fue asesinado en 1844, Mary Ann y Roys Oatman no siguieron a Brigham Young, sino que en su lugar eligieron unirse a los brewsteritas, un grupo disidente de los mormones, liderados por James C. Brewster.
El 5 de agosto de 1850, la familia Oatman se unió a la caravana que Brewster quería conducir desde Independence (Misuri), hasta la frontera entre Arizona y California, pues Brewster afirmaba que ése era el "lugar de reunión previsto" para los mormones. La caravana contaba inicialmente con entre 85 y 93 personas, pero una disensión hizo que el grupo se dividiera cerca de Santa Fe en el Territorio de Nuevo México, de manera que Brewster y algunas familias optaron por la ruta septentrional, mientras que los Oatman y otras familias eligieron la ruta meridional, a través de Socorro y de Tucson. Cerca de Socorro, Roys Oatman asumió el mando de la expedición. Llegaron al Territorio de Nuevo México a principios de 1851 solo para encontrar que el país y el clima eran totalmente inadecuados para su propósito. Las otras carretas abandonaron gradualmente el objetivo de llegar a la desembocadura del Río Colorado.
El grupo había llegado a Maricopa Wells, cuando les dijeron que no sólo el tramo del sendero que tenían por delante era estéril y peligroso, sino que además los nativos americanos que tenían por delante eran muy hostiles y que arriesgarían sus vidas si continuaban su camino. Las demás familias decidieron quedarse, pero la familia Oatman finalmente decidió avanzar ella sola. Tal y como les habían advertido, sufrieron una emboscada en lo que se conoció como la "Masacre de Oatman", en las orillas del río Gila a unas 80–90 millas (es decir, a unos 130–140 Km) al este de Yuma, en lo que en la actualidad es Arizona.

## La masacre de los Oatman

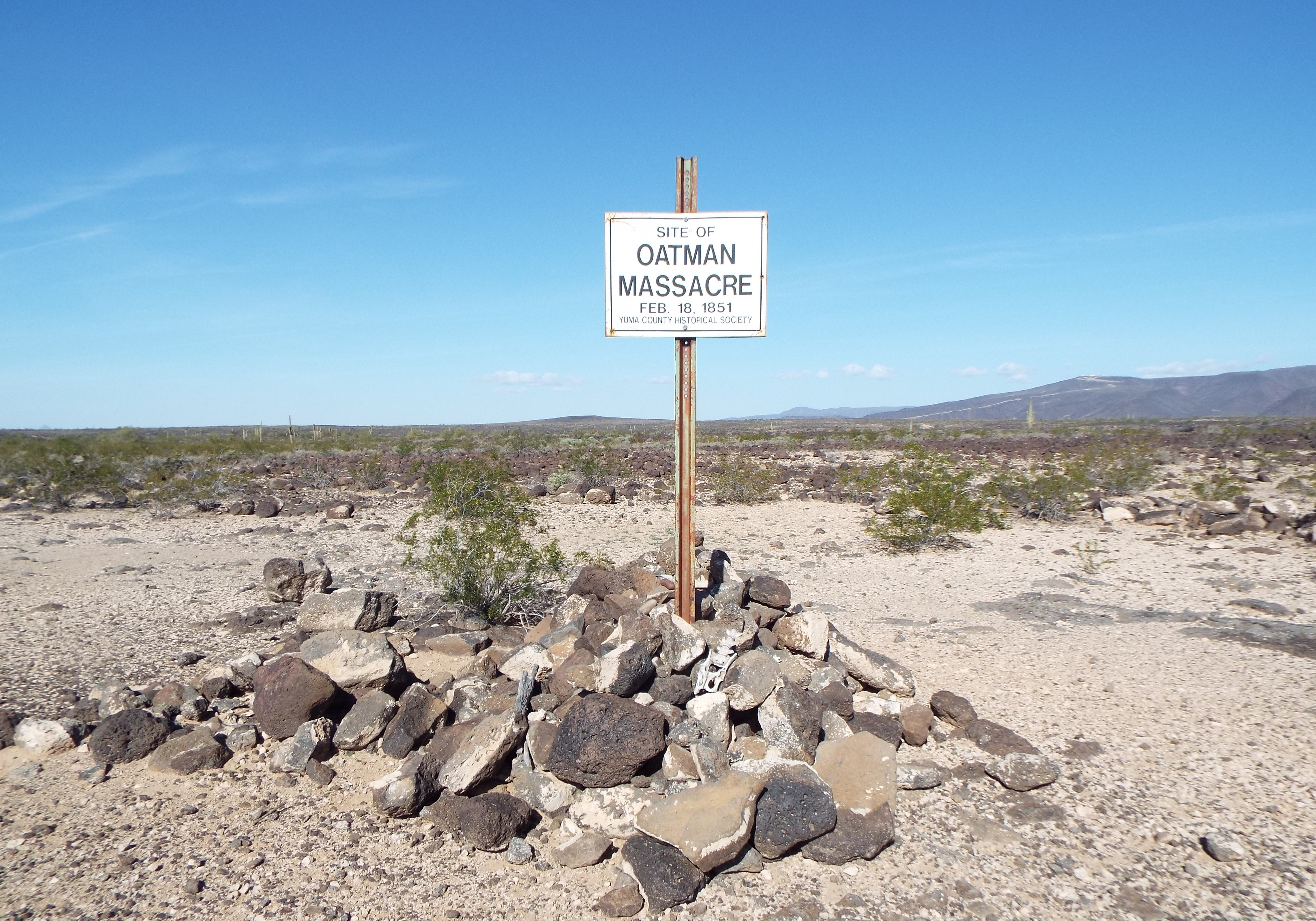
El lugar donde tuvo lugar la masacre.

Mary Ann y Roys Oatman tenían siete hijos y Mary Ann estaba embarazada del octavo durante su viaje desde Illinois hasta el río Gila. Los niños Oatman tenían entre uno y 17 años, siendo la mayor Lucy Oatman. Cuatro días después de partir de Maricopa Wells, un grupo de nativos se acercó a la familia Oatman y les pidió tabaco y comida. Debido a la falta de suministros, Royce Oatman dudaba en compartir demasiado con el pequeño grupo de yavapais. Éstos se enfurecieron tanto por su tacañería que acabaron atacando a la familia Oatman y matándoles a palos. Todos fueron asesinados excepto tres de los niños: Lorenzo, de 15 años, que fue dado por muerto, y Olive, de 14 años, y Mary Ann, de 7 años, que fueron tomadas como esclavas.
Después del ataque, Lorenzo recuperó la consciencia y encontró a sus padres y hermanos muertos, pero no vio señales de las pequeñas Mary Ann y Olive. Lorenzo inició la peligrosa caminata para encontrar ayuda. Finalmente llegó a un asentamiento, donde sus heridas fueron tratadas. Lorenzo se reincorporó a la caravana de emigrantes y tres días después regresó ante los cuerpos de su familia asesinada. En un recuento detallado que se reimprimió en los periódicos a lo largo de muchas décadas, dijo: "Enterramos los cuerpos de padre, madre y el bebé en una fosa común". Los hombres no tenían forma de cavar tumbas adecuadas en ese suelo rocoso de origen volcánico, así que juntaron los cuerpos y formaron un montículo de piedras sobre ellos. Se ha dicho que los restos se volvieron a enterrar varias veces y finalmente se trasladaron al río hasta que Charles Debrille Poston, uno de los primeros colonizadores de Arizona, los volvió a enterrar. Lorenzo Oatman tomó la determinación de no abandonar nunca la búsqueda de sus únicas hermanas sobrevivientes.

## Secuestro y cautiverio

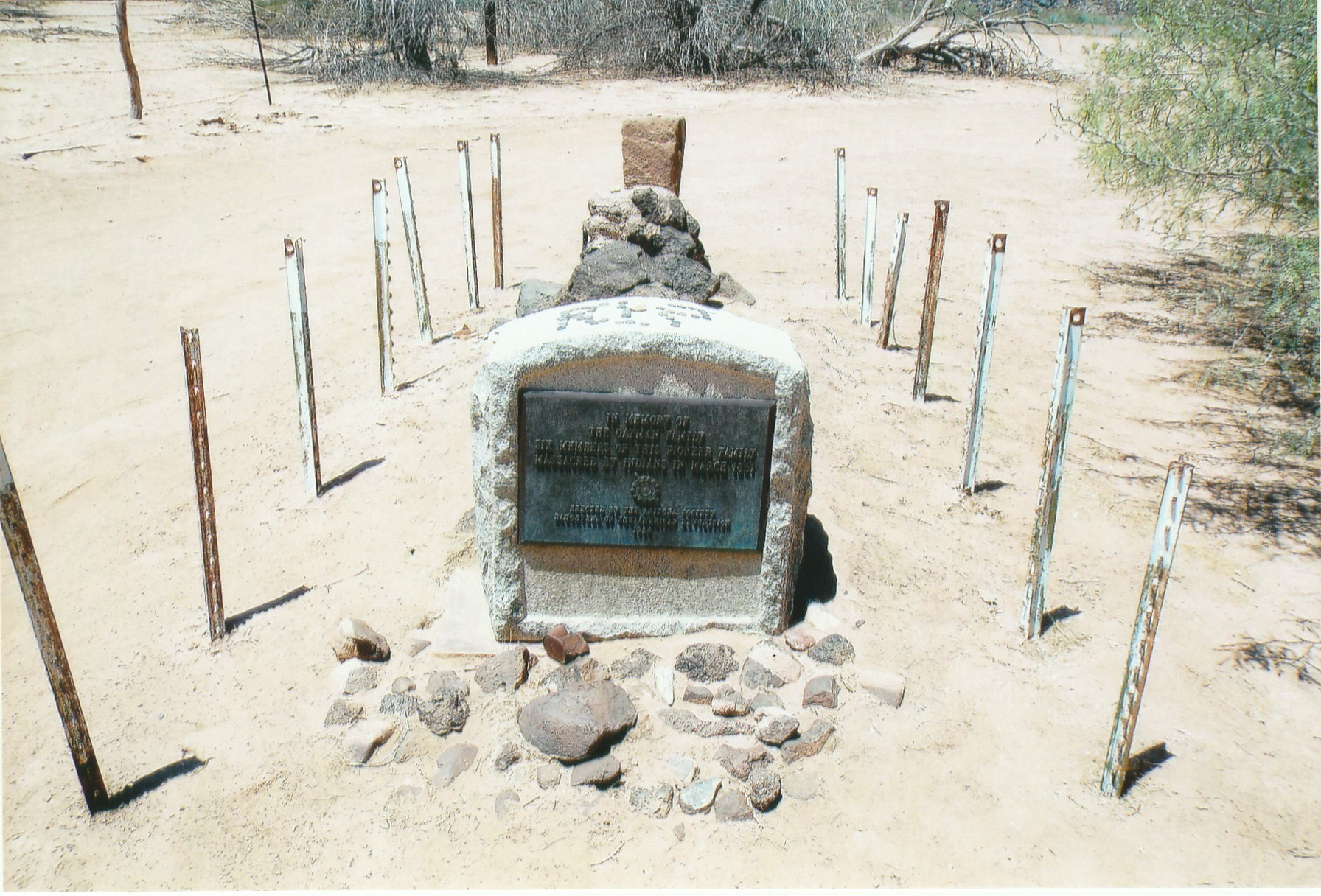
La tumba de la familia Oatman.

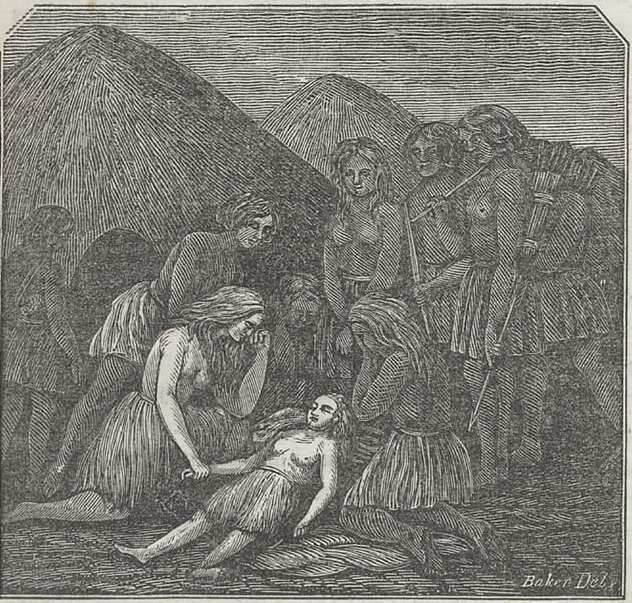
Representación de la muerte de Mary Ann Oatman.

Después del ataque, los indios se llevaron a las hermanas Olive y Mary Ann, junto con algunas de las pertenencias de la familia Oatman. Aunque Olive Oatman luego identificó a sus captores como miembros de la tribu apache, probablemente pertenecían a la tribu tolkepaya, de la rama occidental de los indios (yavapais): 85 , con quienes vivieron en un poblado a 8 millas (es decir, a 13 Km.) al suroeste de Águila (Arizona), en las Montañas Harquahala. Después de llegar a la aldea, las niñas fueron tratadas inicialmente de una manera que parecía amenazante, y Oatman dijo más tarde que pensó que las matarían. Sin embargo, las dos niñas fueron empleadas como esclavas para buscar comida, cargar agua y leña, y para otras tareas domésticas, siendo golpeadas con frecuencia.
Durante la estancia de las hermanas con los yavapais, otro grupo de nativos americanos vino a comerciar con la tribu. Este grupo estaba formado por mojaves. Durante la expedición comercial, Topeka, la hija del jefe mojave Espaniole (o Espanesay), vio cómo las niñas eran maltratadas, y trató de hacer un intercambio a cambio de llevarse a las muchachas. Los yavapais se negaron, pero Topeka insistió y volvió una vez más ofreciendo un intercambio por las niñas, hasta que finalmente los yavapais cedieron y cambiaron a las niñas por dos caballos, algunas verduras, mantas y cuentas. Después de ser puestas bajo la custodia de los mojaves, las muchachas caminaron durante días hasta un pueblo mojave a lo largo del río Colorado (en el centro de lo que hoy es Needles (California)). Inmediatamente fueron acogidas por la familia del líder tribal (kohot) cuyo nombre no mojave era Espaniole. La tribu mojave era más próspera que el grupo que había mantenido cautivas a las niñas, y tanto la esposa de Espaniole, Aespaneo, como su hija, Topeka, se interesaron por el bienestar de las Oatman. De hecho, Olive expresó su profundo afecto por estas dos mujeres en numerosas ocasiones durante los años posteriores a su cautiverio.: 93 
Aespaneo hizo arreglos para que las niñas Oatman recibieran parcelas de tierra para cultivar. Un miembro de la tribu mojave, Llewelyn Barrackman, dijo en una entrevista que lo más probable es que Olive fuera adoptada por completo por la tribu, puesto que le dieron un apodo mojave, algo que sólo sucede con aquéllos que se han asimilado completamente a la tribu. La propia Olive afirmaría más tarde que ella y Mary Ann fueron mantenidas cautivas por los mojaves y que ella temía irse, pero esta declaración podría haber sido maquillada por el reverendo Royal Byron Stratton, quien patrocinó la publicación del cautiverio de Olive poco después del regreso de ésta a la sociedad blanca. Por ejemplo, Olive no intentó ponerse en contacto con un gran grupo de blancos que visitaron a los mojaves durante su estancia con ellos,: 102  y años más tarde fue a Nueva York a reunirse con un líder mojave, Irataba, y habló con él de los viejos tiempos.: 176–77 
El antropólogo Alfred L. Kroeber escribió en un artículo sobre el cautiverio de Oatman: "Los mojaves siempre le decían que podía ir a los asentamientos blancos cuando quisiera, pero no se atrevían a ir con ella, temiendo que pudieran sufrir represalias por haber mantenido una mujer blanca tanto tiempo entre ellos, ni se atrevieron a dejar que se supiera que ella estaba entre ellos".
Otro elemento que sugiere que Olive y Mary Ann no fueron mantenidas en cautiverio forzado por los mojaves es que ambas niñas fueron tatuadas en la barbilla y los brazos, de acuerdo con la costumbre tribal. Oatman afirmó más tarde, en el libro del reverendo Stratton y en las conferencias que impartió, que la habían tatuado para marcarla como esclava, pero esto no es consistente con la tradición de los mojaves, entre quienes tales marcas se daban sólo a su propia gente, para asegurarse de que entrarían en la tierra de los muertos y serían reconocidos allí por sus ancestros como miembros de la tribu mojave.: 78  Sin embargo, a los mojaves no les importaba si sus esclavos podían llegar a la tierra de los muertos, por lo que a ellos no se los tatuaba. También se ha sugerido que la uniformidad de las marcas faciales de Olive puede indicar que cumplió con el procedimiento.
Las anotaciones que hizo Olive en la década de 1860 hablan de su hermana menor, que a menudo anhelaba unirse a ese "mundo" mejor al que habían ido "Padre y Madre". Mary Ann murió de hambre mientras las niñas vivían con los mojaves. Esto sucedió alrededor de 1855-1856, cuando Mary Ann tenía diez u once años. Se ha afirmado que hubo una sequía en la región,: 105  y que la tribu experimentó una grave escasez de provisiones. La propia Olive habría muerto si Aespaneo, la matriarca de la tribu, no le hubiera salvado la vida haciendo unas gachas para mantenerla.
Posteriormente, Olive habló con cariño de los mojaves, de quienes dijo que la trataban mejor que sus primeros captores. Lo más probable es que se considerara asimilada. Le dieron un nombre de clan, Oach, y un apodo, Spantsa, una palabra mojave que tiene que ver con la lujuria o la sed insaciables.: 73–74  Y decidió no darse a conocer a los topógrafos ferroviarios blancos que pasaron casi una semana en el Valle de Mojave comerciando y socializando con la tribu en febrero de 1854. Como no sabía que Lorenzo había sobrevivido a la masacre, creía que no tenía familia inmediata y los mojaves la trataban como si fuera uno de los suyos.[cita requerida]

## Liberación
Cuando Olive tenía 19 años, Francisco, un mensajero indio yuma, llegó al pueblo con un mensaje de las autoridades en Fuerte Yuma. Los rumores sugerían que una niña blanca vivía con los mojaves y el comandante del puesto solicitó su regreso, o saber la razón por la que decidió no regresar. Los mojaves en un principio aislaron a Olive y se resistieron a la solicitud. Incluso negaron que Olive fuera siquiera blanca. En el transcurso de las negociaciones, algunos expresaron su afecto por Olive, otros su temor a las represalias de los blancos. El mensajero Francisco, mientras tanto, se retiró a las casas de otros mojaves cercanos; poco después hizo un apasionado segundo intento de persuadir a los mojaves para que se separaran de Olive. Esta vez añadió a sus palabras artículos comerciales, incluidas mantas y un caballo blanco, y transmitió amenazas de que los blancos destruirían a los mojaves si no liberaban a Olive.[cita requerida]
Después de una discusión, en la que esta vez se incluyó a Olive, los mojaves decidieron aceptar estos términos, y Olive fue escoltada al Fuerte Yuma en un viaje de 20 días. Topeka, la hija de Espianole y Aespaneo, viajó con ella. Antes de ingresar al fuerte, Olive recibió ropa occidental prestada por la esposa de un oficial del ejército, ya que iba vestida con una falda tradicional mojave sin cubrirse por encima de la cintura. Dentro del fuerte, Olive se vio rodeada de gente que vitoreaba.: 111 
La amiga de la infancia de Olive, Susan Thompson, de quien volvió a hacerse amiga a partir de ese momento, declaró muchos años después que creía que Olive estaba "de duelo" a su regreso, porque se había casado con un mojave y había dado a luz a dos niños.: 152 
Olive, sin embargo, negó durante toda su vida los rumores de que había estado casada con un mojave o había sido maltratada sexualmente por los yavapais o por los mojaves. En el libro de Stratton, declaró que "debe decirse en honor de estos salvajes que nunca sufrí ni el más mínimo abuso impúdico". Sin embargo, su apodo, Spantsa, puede haber significado "útero podrido" e insinuar que era sexualmente activa, aunque los historiadores han argumentado que el nombre podría tener diferentes significados.: 73–74 
A los pocos días de su llegada al fuerte, Olive descubrió que su hermano Lorenzo seguía vivo y las había estado buscando a ella y a Mary Ann. Su reunión fue noticia de primera plana en todo el mundo blanco occidental. 

## Vida posterior
En 1857, un pastor llamado Royal Byron Stratton buscó a Olive y a Lorenzo Oatman. Coescribió un libro sobre la Masacre de los Oatman y el cautiverio de las niñas titulado La vida entre los indios: o El cautiverio de las niñas Oatman entre los indios apaches y mojaves, que se convirtió en un éxito de ventas para la época, con 30 000 ejemplares. Stratton usó las regalías del libro para pagar a Olive y a su hermano Lorenzo la matrícula en la Universidad del Pacífico (California) (1857). Olive y Lorenzo acompañaron a Stratton por todo el país en una gira de libros, promocionando el libro y dando conferencias en círculos bibliófilos. Olive, además, se había convertido en una curiosidad. Todo el mundo quería ver su barbilla, con su atrevido tatuaje azul, y escuchar su historia de primera mano. Fue la primera mujer estadounidense blanca tatuada conocida, así como una de las primeras oradoras públicas. Olive entró en el circuito de conferencias cuando el feminismo se estaba desarrollando. Aunque ella misma nunca afirmó ser parte del movimiento, su historia entró en la conciencia estadounidense poco después de la Convención de Seneca Falls.[cita requerida]
En noviembre de 1865, Oatman se casó con un ganadero llamado John B. Fairchild. Se conocieron en una conferencia que ella estaba dando junto a Stratton en Míchigan. Fairchild había perdido a su hermano en un ataque de los nativos durante un arreo de ganado en Arizona en 1854, al mismo tiempo que Oatman vivía entre los mojaves. Stratton no recibió una invitación para la boda y Olive nunca volvió a comunicarse con él. Aunque se rumoreaba que Olive murió en un manicomio en el estado de Nueva York en 1877, fue Stratton quien ingresó en uno después del desarrollo de locura hereditaria, muriendo poco después.[cita requerida]

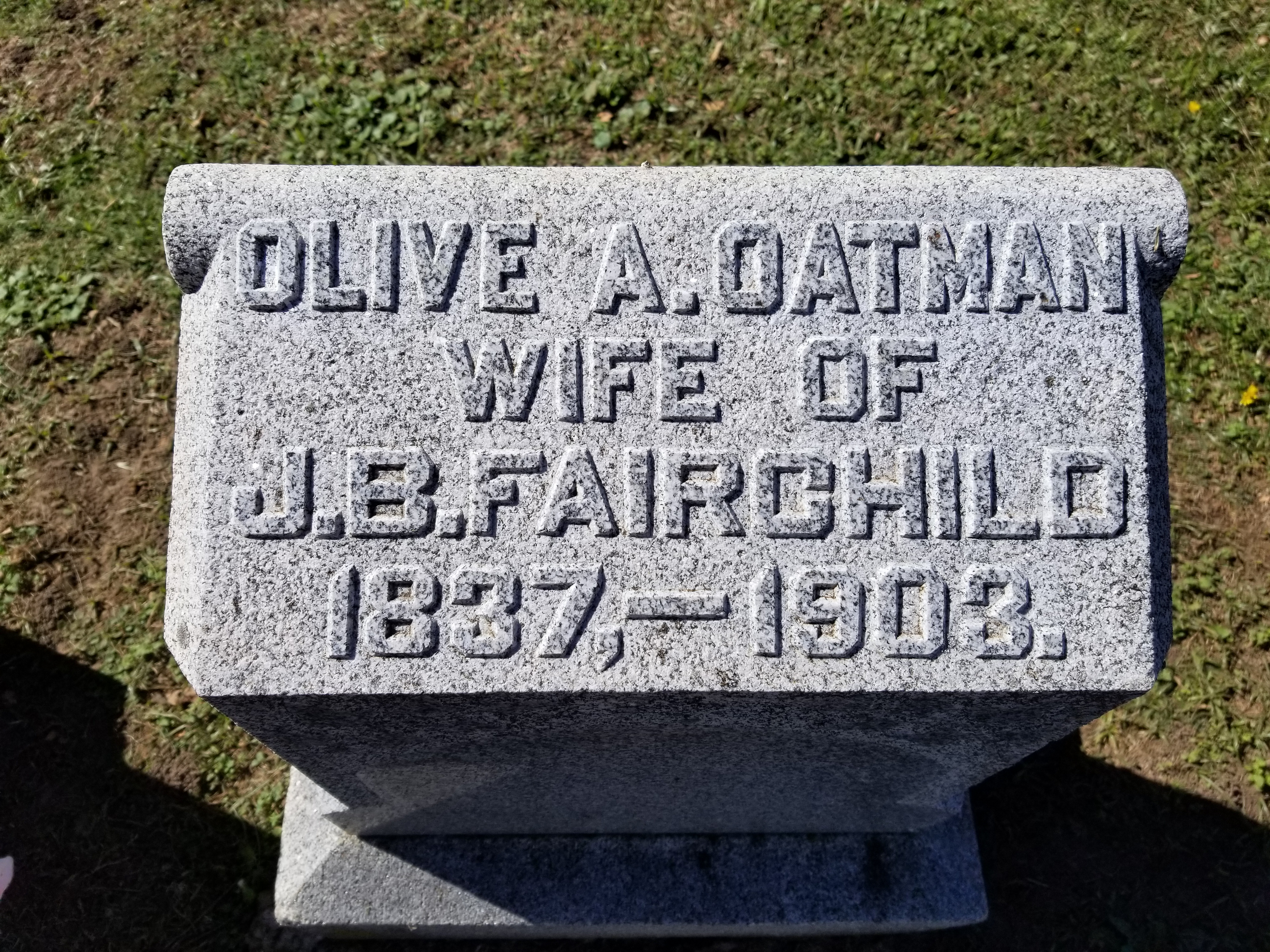
Lápida en el cementerio de West Hill en Sherman, Texas.

Olive y John Fairchild se trasladaron a Sherman (Texas), una ciudad en auge que ofrecía muchas oportunidades a un hombre de negocios como Fairchild, que quería comenzar una vida nueva y próspera. Fairchild fundó el Banco Municipal de Sherman y juntos vivieron tranquilamente en una gran mansión victoriana. Olive comenzó a usar un velo para cubrir su famoso tatuaje y se dedicó a obras de caridad. Estaba particularmente interesada en ayudar a un orfanato local. Ella y Fairchild nunca tuvieron sus propios hijos, pero adoptaron una niña y la llamaron Mary Elizabeth en honor a las madres de ambos, apodándola Mamie. Su esposo buscó ejemplares del libro de Stratton y los quemó.
Su hermano Lorenzo murió el 8 de octubre de 1901. Olive lo sobrevivió por menos de dos años, muriendo de un ataque al corazón el 20 de marzo de 1903, a la edad de 65 años. Está enterrada en el cementerio de West Hill en Sherman (Texas).

## Legado
La ciudad de Oatman (Arizona), ubicada cerca del lugar de su liberación, recibió su nombre en su honor en 1915. Formaba parte del llamado distrito de oro de Oatman, pero el otrora próspero pueblo de la fiebre del oro es ahora un destino turístico.
Nombrada en su honor, la histórica ciudad de Olive City, cerca de la actual ciudad de Ehrenberg (Arizona), fue una parada de un barco de vapor en el río Colorado durante los días de la fiebre del oro. Otros homónimos en Arizona son Oatman Mountain y el adyacente Oatman Flat. La Oatman Flat Station fue una etapa del servicio de diligencias del Butterfield Overland Mail entre 1858 y 1861.[cita requerida]

## En la cultura popular

### Televisión y cine
- El personaje de Eva Oakes, interpretado por Robin McLeavy en la serie de televisión de la AMC Infierno sobre ruedas se basa muy libremente en Oatman.[28] Aparte de ser capturada por un grupo de nativos americanos, que llevan el distintivo tatuaje azul en la barbilla, y de haber sido criada como mormona, hay muy pocas similitudes entre el personaje de Eva y la vida real de Oatman.[33]

- En 1982, el novelista Elmore Leonard escribió un cuento, "The Tonto Woman", sobre una cautiva blanca que estaba tatuada a la manera de Oatman.[5]: 203  Esta historia se convirtió en un cortometraje del mismo título nominado al Oscar en 2008.

- En un episodio de la serie The Ghost Inside My Child: The Wild West and Tribal Quest, una familia bautista del sur de Estados Unidos afirma que su hija Olivia dice que ella es la reencarnación de Olive Oatman.[34]

- En 1965, la actriz Shary Marshall interpretó a Oatman, con Tim McIntire haciendo de su hermano Lorenzo, y con Ronald W. Reagan en el pappel del teniente coronel Burke, en el episodio "The Lawless Have Laws", de la serie del Oeste Death Valley Days.[28] En la trama, Burke conduce a Lorenzo en la búsqueda de su hermana, a quien no ha visto en cinco años desde una incursión india contra su familia.[35][5]: 201

### Ficciones inspiradas en Olive Oatman
- De Burton, Maria Ruiz. Who Would Have Thought It? J. B. Lippincott & Co., 1872.
- Grayson, Elizabeth. So Wide the Sky. Avon, 1997. ISBN 9780380778461
- Leonard, Elmore. The Tonto Woman and Other Western Stories. Delacorte Press, 1998. ISBN 978-0385323864
- Lawton, Wendy. Ransom's Mark: A Story Based on the Life of the Young Pioneer Olive Oatman. Moody Publishers, 2003. ISBN 978-0802436382